# Andrej Platonov
Andrej Platonov (ryska: Андрей Плато́нов), egentligen Andrej Platonovitj Klimentov (ryska: Андре́й Плато́нович Климе́нтов), född 28 augusti 1899 i Voronezj i kejsardömet Ryssland, död 5 januari 1951 i Moskva i Sovjetunionen, var en rysk ingenjör, poet, författare och dramaturg. Han var en av de tidiga sovjetiska författarna, som skrev kritiskt om sovjetsystemet och bannlystes. Han återupptäcktes under perestrojkan på 1980-talet, men först på 2000-talet har de ryska läsarna fått ta del av mer fullständiga och lättillgängliga texter, vilket har lett till nya översättningar och avhandlingar. Platonov väckte stort intresse och fick ett gott mottagande i Sverige när hans böcker började komma ut i Kajsa Öberg Lindstens översättningar. Andrej Platonov ingår numera bland de ryska klassikerna i undervisningen på de flesta svenska universitet.

## Biografi

### Barndom
Andrej Platonovitj Klimentov föddes 28 augusti (16 augusti enligt gamla tideräkningen) 1899 i Voronezj. Fadern, Platon Firsovitj Klimentov (på ryska: Платон Фирсович Климентов) (1870–1952), var son till en grävmaskinist som omkom i en gruvolycka. Platon Klimentov föddes i Zadonsk, där han efter avslutad församlingsskola började arbeta vid 12 års ålder. Han lärde sig många yrken, som målare, lokförare, mekaniker och uppfinnare.
Han tilldelades titeln Arbetets hjälte 1920 och 1922, och år 1928 gick han med i kommunistpartiet. 
Modern, Marija Vasiljevna Lobotjichina (på ryska: Мария Васильевна Лобочихина) (1875–1929) föddes också hon i Zadonsk i en familj som varit livegna till godsägaren Ivan Vasiljevitj Borodin. Hennes far var urmakare och guldsmed. Hon födde åtta barn och Andrej var äldst. Fem av dem uppnådde vuxen ålder: Andrej, Pjotr, Sergej, Semen och Vera. Pjotr Platonovitj Klimentov blev filosofie doktor och en känd hydrolog. Sergej Platonovitj Klimentov valde en militär bana och avancerade till överste. Semen Platonovitj Klimentov blev fartygsmaskinist. Vera Platonovna Klimentova utbildade sig till tandläkare.
Föräldrarna ligger begravde på Tjugonovkyrkogården i Voronezj.
1906 började Andrej Platonov i den avgiftsfria kyrkoförsamlingsskolan. Från hösten 1910 till sommaren 1914 studerade han i stadens fyraåriga avgiftsbelagda grundskola till en kostnad av 10 rubel per år. Från hösten 1914 arbetade han med kontorsgöromål på försäkringsbolaget Rossija i två månader och från januari 1915 som kanslist på sydostliga järnvägen, där hans morbror Michail Vailjevitj Lobotjichin  var verksam sedan många år. Från juli 1916 började han arbeta som gjutare i en rörfabrik och från 1917 i Voronezjs järnvägsverkstad. 

### Tjänstgöring i Röda armén. Yrkesarbete. Litterär verksamhet
1918 kom Platonov in på Voronezjs tekniska högskola, men avslutade den först 1921 på grund av militärtjänstgöring. Han tjänstgjorde vid syd-ostliga järnvägens revolutionskommitté, i redaktionen för tidskriften Järnvägen, och han var krigskorrespondent under Ryska inbördeskriget. Från 1919 började han publicera sina litterära verk och medarbetade i några tidningar som poet, publicist och kritiker. Sommaren 1919 var han korrespondent för tidningen Nyheter från Voronezjs befästa försvarsråd i Novochopjorsk. Kort därefter blev han inkallad till Arbetarnas och böndernas röda armé (RKKA) (på ryska: Рабо́че-крестья́нская Кра́сная а́рмия - РККА). Fram till hösten arbetade han som hantlangare åt ångloksförare under militärtransporter. Därefter blev Platonov omplacerad till ett specialskytteförband vid järnvägen. Under 1920-talet bytte Andrej Platonov sitt namn från Andrej Platonovitj Klimentov till Andrej Platonov. Sommaren 1921 gick han ut den ettåriga partiskolan. Samma år utkom hans första publikation - broschyren Elektrifiering och även hans dikter i kollektivdiktsamlingen Dikter. Samma år gifte han sig med Marija Aleksandrovna Kasjintseva (på ryska: Мария Александровна Кашинцева) (1903–1983), men de registrerade äktenskapet officiellt först 1943.
25 september 1922 föddes makarnas son Platon Andrejevitj Platonov. Tidigare samma år utkom Platonovs diktsamling Golubaja glubina (på ryska: Голубая глубина Det ljusblå djupet) i Krasnodar. Detta år utnämndes han även till ordförande för guvernementets hydroteknikkommission. 1923 skrev poeten och litteraturkritikern Valerij Brjusov en positiv recension om Platonovs diktsamling. Mellan åren 1923 och 1926 arbetade Platonov som jordförbättringsingenjör och elektrifieringsspecialist inom jordbruket. Han var chef för guvernementets elektrifieringsavdelning och byggde tre kraftverk, varav ett, i byn Rogatjovka, senare brändes ner av kulakerna.
Våren 1924 deltog Platonov i den första allryska hydrologiska kongressen, där olika bevattningsprojekt diskuterades för att skydda skördarna från torka. Samma vår ansökte han igen om medlemskap i Rysslands kommunistiska parti (bolsjevikerna) - RKP(b) (på ryska: Российская коммунистическая партия (большевиков) - РКП(б)), och antogs som kandidat i en particell, men återfick ändå inte medlemskapet. 
I juni 1925 träffade Platonov för första gången författaren och futuristen Viktor Sjklovskij, som kom flygande till Voronezj för att propagera för det sovjetiska flygets framgångar under parollen "Vänd ansiktet mot landsbygden". 
Från 8 december 1926 till 27 mars 1927 arbetade Platonov i Tambov, där han skrev verk som Epifanskije sjljozy (på ryska: Епифанские шлюзы Slussarna i Jepifan), Efirnyj trakt (på ryska: Эфирный тракт Etervägen), Gorod Gradov (på ryska: Город Градов Staden Gradov).
Under åren 1927 till 1930 skapade Platonov sina mest betydelsefulla verk, kortromanen Grundgropen (på ryska: Котлован Kotlovan) och romanen Tjevengur (på ryska: Чевенгур Tjevengur). De är språkligt och innehållsmässigt banbrytande och skildrar i en fantastisk anda byggandet av det nya kommunistiska samhället, en utopisk socialism. Ingen av dem publicerades under författarens livstid.

### Repression
1931 läste Josef Stalin Platonovs novell Vprok (på ryska: Впрок Till framtida nytta) i tidskriften Krasnaja nov (på ryska: Красная новь Röd nyodling) och skrev i marginalen: "En begåvad författare, men en skitstövel". Stalin skickade ett brev till tidskriftens redaktion, där han beskrev novellen som "en av våra fiendeagenters berättelser, skriven med målsättningen att detronisera kolchosrörelsen", och han krävde att författaren och utgivaren skulle straffas. 
Först då Ryska proletärförfattarförbundet (RAPP) blev nedsablat för överdrifter och bristande disciplin kunde Platonov andas ut och fick 1934 följa med på en kollektiv författarresa till Centralasien, vilket i sig var ett tecken på förtroende. Från Turkmenistan hade han med sig berättelsen Takyr (på ryska: Такыр), och för den blev han förföljd på nytt: i tidningen Pravda 18 januari 1935 publicerades en förödande artikel, varefter tidskrifterna återigen slutade ta emot hans texter och skickade tillbaka dem de redan hade antagit. Men 1936 publicerades berättelserna Fro (på ryska Фро), Bessmertije (på ryska: Бессмертие Odödlighet), Glinjanyj dom v ujezdnom sadu (på ryska: Глиняный дом в уездном саду Lerhuset i distriktsträdgården), Tretij syn (på ryska: Третий сын Den tredje sonen), Semjon (på ryska: Семён Semjon), 1937 novellen Reka Potudan (på ryska: Река Потудань Floden Potudan).
I maj 1938 arresterades Platonovs 15-årige son och fick återvända från fängelset först hösten 1940 med hjälp av Platonovs vänner och hade då obotlig tuberkulos. Platonov blev smittad av sonen då han vårdade honom och hade tbc resten av sitt liv. Sonen dog 4 januari 1943 och efterlämnade sin hustru Tamara och deras nyfödde son Aleksandr.
11 oktober 1944 föddes Marija och Andrej Platonovs dotter Marija, kallad Masja.

### Krigskorrespondent
Under andra världskriget tjänstgjorde Andrej Platonov som kapten och arbetade som krigskorrespondent för tidningen Krasnaja Zvezda (ryska: Красная звезда: Röda stjärnan), där hans krigsskildringar publicerades.
Han var vid fronten och deltog i många strider tillsammans med soldaterna i främsta ledet. . Trots att han samvetsgrant utförde sitt uppdrag som krigskorrespondent fick han endast en utmärkelse - medaljen "För segern över Tyskland i Stora fosterländska kriget 1941-1945" - till skillnad från många andra krigskorrespondenter som Konstantin Simonov, Michail Sjolochov, Vasilij Grossman med flera.
I februari 1946 blev Andrej Platonov hemförlovad av hälsoskäl.

### De sista åren

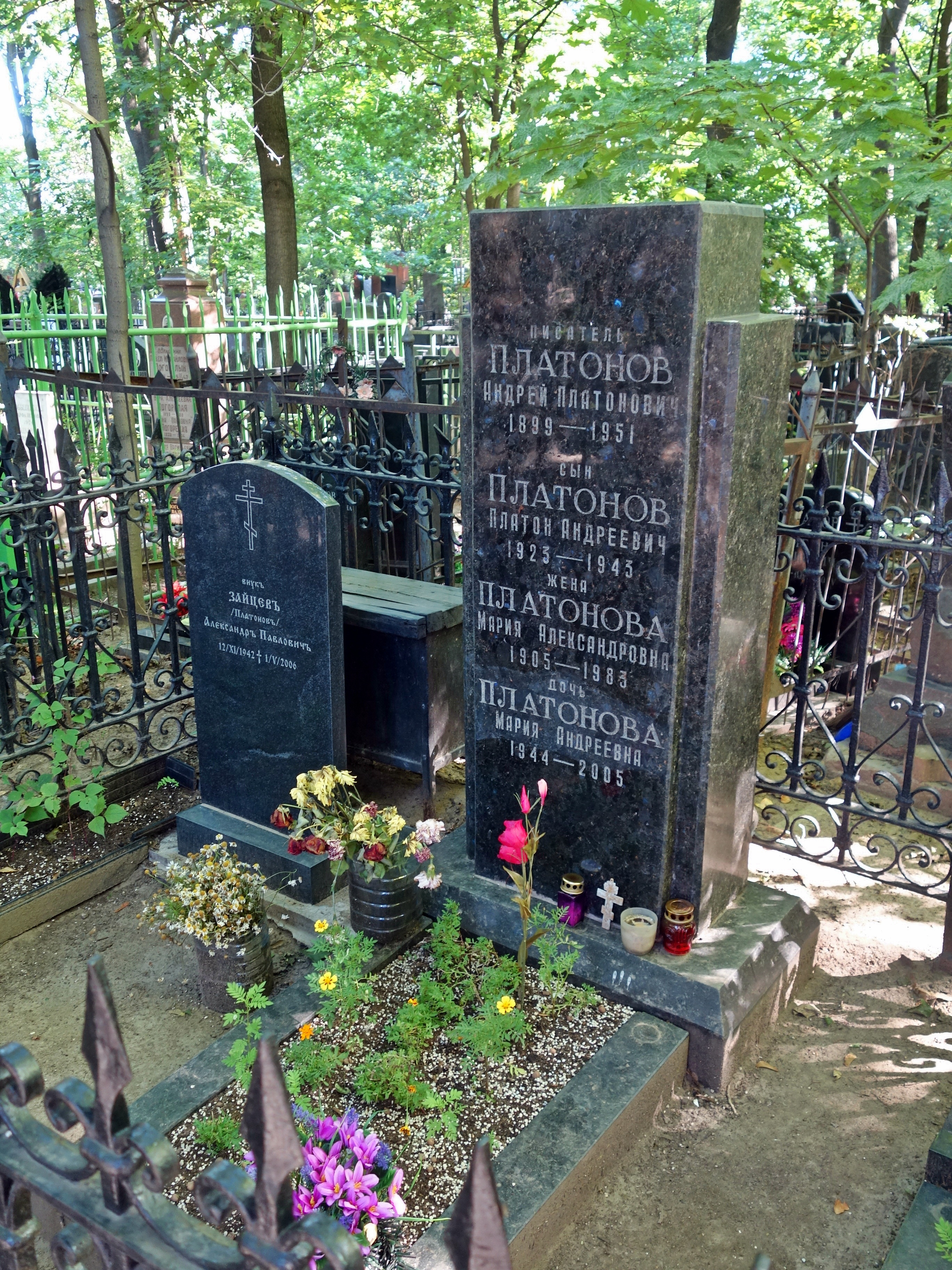
Platonovs familjegrav på den armeniska kyrkogården i Moskva.

I slutet av 1946 trycktes Platonovs berättelse Vozvrastjenije (ryska: Возвращение: Återkomsten), för vilken författaren året därpå angreps och anklagades för "skändligt förtal av det sovjetiska folket, av den sovjetiska familjen, och av den segrande krigaren som återvänder hem."
I slutet av 1940-talet, då Platonov var berövad möjligheten att försörja sig som författare, ägnade han sig åt litterära bearbetningar av ryska och basjkiriska sagor, som publicerades i tidskrifter för barn.
Det finns en hypotes att Platonov var Michail Sjolochovs spökskrivare och skrev Oni srazjalis za Rodinu (på ryska: Они сражались за Родину De stred för Fosterlandet) åt honom..
Andrej Platonov dog 5 januari 1951 i Moskva av den tuberkulos han ådrog sig då han vårdade sin son. Platonov ligger begravd på den armeniska kyrkogården i Moskva tillsammans med sin hustru, son, dotter och sonson.

### Minnesmärken
Till minne av Andrej Platonov har astronomen Ljudmila Karatjkina vid Krims astrofysiska observatorium uppkallat asteroid 3620, som upptäcktes 7 september 1981, efter Platonov - 3620 Platonov.
- I  Voronezj finns mycket som är uppkallat efter Andrej Platonov:
  - en gata
  - ett bibliotek
  - ett gymnasium
  - ett litteraturpris
  - en internationell konstfestival
  - ett tåg ED9T 0015 (på ryska: ЭД9Т 0015)[18]
- I Voronezjs centrum, på Revolutionsprospektet, framför en av universitetsbyggnaderna, finns en staty av Andrej Platonov med ett citat ur hans berättelse Zjena masjinista (på ryska: Жена машиниста Lokförarens hustru): "Bez menja narod nepolnyj" (på ryska: Без меня народ неполный Utan mig är folket ofullständigt).
- En permanent utställning över Andrej Platonovs liv och verk öppnades 15 december 2011 i Voronezjs litteraturmuseum, uppkallat efter Ivan Nikitin.

## Författarskap

### Litterär stil och teman
Andrej Platonovs komplexa världsåskådning är en kombination av kommunism, kristendom och existentialism, och kan inte definieras entydigt. 
Ett av de mest karaktäristiska dragen i Platonovs verk är hans originella språk. Något liknande går inte att hitta i rysk litteratur. Det kallas ofta "ursprungligt", "disharmoniskt", "hemmagjort" osv. Platonov använder sig av främmandegöring, hans prosa är rik på lexikaliska och grammatiska "misstag", något som till exempel kännetecknar barnspråk. Han  använder även typiska sovjetiska byråkratitermer, ofta i en ironisk ton, men långtifrån alltid. . Form och innehåll utgör en oupplöslig helhet i Andrej Platonovs verk, och själva språket är betydelsebärande.
Ett av Platonovs viktigaste teman är döden och hur den ska övervinnas. Ett tema som ständigt återkommer är barns död: i Grundgropen finns en nyckelscen efter Nastias död, då arbetarna som gräver grundgropen förlorar tron på kommunismens allsmäktighet och förhoppningen att besegra döden. 

### Eftermäle
Joseph Brodsky omnämner i sin essä Katastrofer i luften Andrej Platonov tillsammans med James Joyce, Robert Musil och Franz Kafka. Brodsky jämför även Platonov med Fjodor Dostojevskij.

### Grundgropen
Platonovs roman Grundgropen från 1930 är en symbolistisk, absurd och existentiell berättelse om sovjetsystemet. En arbetarbrigad gräver en husgrund för ett "gemensamt hus åt proletariatet", de uppmuntras av byggledningen som har storslagna planer på att överträffa partiets önskan och vill göra grundgropen inte bara fyra, utan sex gånger större än ursprungsplanen. En liten flicka, Nastia som kan ses som den framtida sovjetmedborgaren och adopteras av grävarna, bidrar ofta med bloddrypande politiska slagord.
Vid kollektiviseringen äter någon upp tuppen, som utgör ledarskapet i hönsgården, och äventyrar därmed äggproduktionen ("Men kamrater, var är tuppen? [...] Hur skall det kunna bli ägg om inte vår hönsmassa har tillgång till någon produktiv ledning?!"). Aktivisten i kolchosen hotar de fattiga bönderna med "avkolchosifieringen" och inte bara med "avkulakiseringen", men till slut faller han själv offer för avkulakisering när han anklagas för att leda kolchosen ut i "högeropportunismens vänsteristiska träsk". Till slut ansluter sig kolchosarbetarna till proletariatet i husgropen och grävandet fortsätter.
Romanens utopi är en återspegling av motsatsen mellan drömmar och femårsplaner å ena sidan och verklighetens meningslöshet å den andra, liksom motsatsen mellan statens storslagna kommunism och den småskaliga medmänskligheten, och bristen på sådan, som indoktrinerats av politiska dekret. 
| ” | "Kamrater, via facket skall jag tilldela er vissa förmåner", sade Pasjkin. "Men varifrån skall du ta de där förmånerna?" frågade Safronov. "Vi måste ju först producera och överlämna dem till dig, för att du sedan skall kunna tilldela oss dem." Pasjkin betraktade Safronov med sina sorgsna och förutseende ögon och gick sedan in mot staden, till sitt arbete. Kozlov gav sig iväg efter honom, och när de kommit en bit bort sade han: "Kamrat Pasjkin, den där Vosjtjev har inlemmats i vårt arbetslag, men han har ingen platsanvisning från arbetsförmedlingen. Ni måste, som man säger, avvisa honom härifrån." "Jag kan inte se någon som helst konflikt här - eftersom det för tillfället råder ett underskott inom proletariatet", avgjorde Pasjkin och lämnade Kozlov utan tröst. Men Kozlov började genast förlora sin proletära övertygelse och fick lust att ta sig in till staden, för att där skriva vanärande inlagor och arrangera olika slags konflikter i syfte att skapa organisatoriska förbättringar. [...] "Kozlov har blivit svag igen!" sade Safronov till Tjiklin. "Han uthärdar inte socialismen - det är någon funktion som fattas hos honom! | „ |

## Platonovforskningen i Sverige

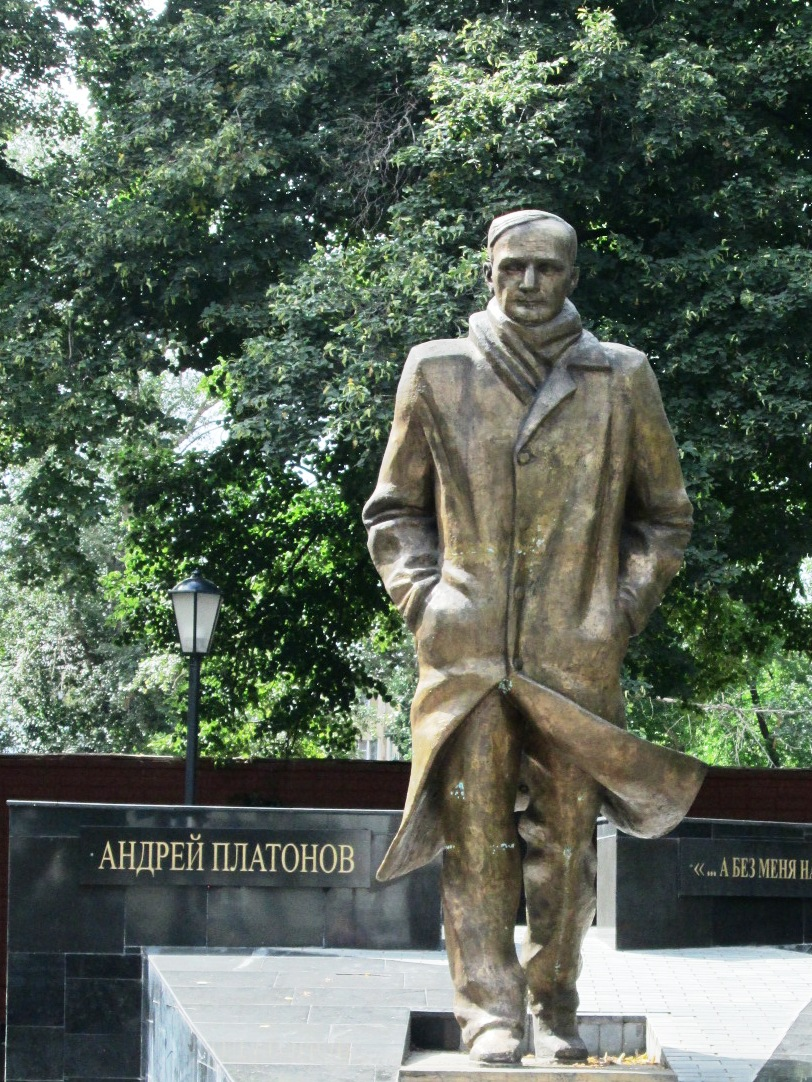
Andrej Platonovmonument i Voronezj 2013.

På Södertörns högskola hölls för första gången i Sverige ett Platonovsymposium 13 februari 2014, arrangerat av Institutionen för kultur och lärande samt CBEES vid Södertörns högskola. Där framträdde Platonovs främste översättare Kajsa Öberg Lindsten på temat Att tala platonovska på svenska. Irina Sandomirskaja, professor i kulturteori vid Södertörns högskola, talade om den oändliga världen och den oåterkalleliga människan: det allmännas och det enskildas ekonomi i Platonovs Lyckliga Moskva. Stefan Jonsson, professor på REMESO vid Linköpings universitet föreläste på temat Subalternernas utopi. Andrej Platonov och den instinktiva kommunismen. Filosofidoktoranden Gustav Strandberg talade om Förfrämligandet som utopi och projektforskaren Tora Lane om Dzjan: Själen innan käket. Professorn i filosofi, Marcia Sá Cavalcante Schuback, avslutade med tankeväckande Reflektioner om Platonov. Symposiet dokumenterades och gavs ut på Ersatz förlag 2017.
2018 utkom Andrey Platonov: The Forgotten Dream of the Revolution där Tora Lane spårar Platonovs ursprungliga vision om revolutionen i hans verk.

## Böcker översatta till svenska
- 1973 – Don Quijote i revolutionen (Чевенгур, Tjevengur, från 1929), översättning av Sven Vallmark
- 2007 – Grundgropen (Котлован, Kotlovan, från 1930), Ersatz (översättning av Kajsa Öberg Lindsten), ISBN 978-91-88858-44-3
- 2008 – Lyckliga Moskva (Счастливая Москва, Stjastlivaja Moskva – från 1933–36), Ersatz (översättning av Kajsa Öberg Lindsten), ISBN 978-91-88858-733
- 2009 – Dzjan (Джан, Dzjan – från 1934), Ersatz (översättning av Kajsa Öberg Lindsten), ISBN 978-91-88858-79-5
- 2016 – Tjevengur (Чевенгур, Tjevengur, från 1929), Ersatz, (nyöversättning av Kajsa Öberg Lindsten), ISBN ISBN 978-91-86437-30-5
- 2019 – ...jag har genomlevt livet. Brev 1920-50. (...я прожил жизнь. Письма 1920-1950 ...ja prozjil zjizn. Pisma 1920-1950, Ersatz, (översättning av Kajsa Öberg Lindsten), ISBN ISBN 978-91-87891-87-8
- 2024 – Den tvivlande Makar, Ersatz, (översättning av Kajsa Öberg Lindsten), ISBN ISBN 978-91-88913-87-6